# 다루미구
다루미구(일본어: 垂水区)는 일본 효고현 고베시 남서부에 있는 구이다. 아카시 해협 대교의 기점이 있다. 에도 시대까지 다루미구와 니시구, 기타구의 일부와 스마구의 일부는 옛 하리마국에 속했다. 그 흔적으로 옛 셋쓰국과 만나는 스마구와의 경계를 흐르는 오가와강을 "사카이가와강"이라고 한다.

## 지리
구내에는 주택 단지군이 형성되어 있다. 1995년의 한신·아와지 대지진 후에 괴멸 상태가 된 고베 시가지에 이주한 사람들의 피난지(다루미구는 고베 안에서도 비교적 피해가 적었음)로 이후로도 인구는 계속 증가하고 있어 고베시 전체 인구의 약 15% 이상을 차지하고 있다.
또 고베 특유의 바다와 산이 가까운 아름다운 지형과 고베 산노미야나 오사카 도심에서도 비교적 가까운 입지로 예술가, 작가, 음악가 등 많은 문화인이 살고 있다. 또 시오야정 6가에는 "고베 제임스 산 외국인 특별거주구"가 있다.
JR 고베선과 산요 전기철도 본선이 동서로 달리고 있어 산노미야역까지 15분, 오사카역까지 35분이 걸린다.

### 인접한 자치체
- 고베시 스마구, 니시구
- 아카시시
- 아와지시(아카시 해협을 사이로)

## 역사
- 1889년 - 시정촌제가 실시되어 다루미촌이 되었다.
- 1928년 - 정으로 승격해 다루미정이 되었다.
- 1941년 - 고베시와 합병해 스마구의 일부가 되었다.
- 1946년 - 스마구에서 분리되어 다루미구가 되었다.
- 1982년 8월 - 1947년에 편입한 지역을 니시구로 분리하였다.

## 교통

### 철도
- 서일본 여객철도 산요 본선(JR 고베선)
- 산요 전기철도 본선

### 도로
- 고베 아와지 나루토 자동차도
- 제2신메이도로(일본어판)
- 고베서쪽우회로(일본어판)
- 국도 제2호선
- 국도 제28호선
- 국도 제250호선 (일본)(일본어판)